# Plasmotomia
La plasmatomia è un processo simile alla scissione multipla da cui differisce per il fatto che la cellula di partenza è già multinucleata, che consiste nella ripartizione del citoplasma nei vari nuclei. Si riscontra negli Opalinidi, forme un tempo incluse nei Ciliati, oggi comprese con valore di superclasse (Opalinata) nel subphylum (Sarcomastigophora), e che vivono come parassiti nel tratto terminale dell'intestino delle rane; questi hanno la superficie cellulare incisa da solchi meridiani, in ognuno dei quali è presente una serie di filamenti aventi caratteristiche intermedie per lunghezza tra le ciglia e i flagelli cioè più corte dei flagelli e più lunghe delle ciglia. Gli Opalinidi sono di facile osservazione.